# Lu Zhiwu
Lu Zhiwu (18 marzo 1989) è un ex nuotatore cinese.

## Carriera
Ha fatto parte, anche se solo in batteria, della staffetta che ha vinto la medaglia di bronzo nella 4x200m stile libero alle Olimpiadi di Londra 2012.

## Palmarès
- Giochi olimpici

Londra 2012: bronzo nella 4x200m sl.
- Mondiali

Barcellona 2013: bronzo nella 4x200m sl.
- Giochi asiatici

Canton 2010: oro nei 50m sl e nella 4x100m sl e argento nei 100m sl.
- Campionati asiatici

Foshan 2009: oro nei 100m sl e nella 4x100m misti, argento nei 50m sl.
Dubai 2012: oro nei 50m sl, nei 100m sl, nella 4x100m sl, nella 4x200m sl e nella 4x100m misti.